# Bernhard Klapprott
Bernhard Klapprott (* 1964 in Hagen) ist ein deutscher Cembalist, Clavichordist, Organist, Dirigent und Hochschullehrer an der Hochschule für Musik Franz Liszt Weimar und an der Hochschule für Künste Bremen.

## Biografie
Bernhard Klapprott studierte in Köln und Amsterdam Cembalo bei Hugo Ruf und Bob van Asperen, Orgel bei Michael Schneider und Ewald Kooiman sowie Kirchenmusik (A-Diplom) und in Meisterkursen Generalbass bei Jesper B. Christensen und Orgel bei Michael Radulescu.
Klapprott unterrichtete an der Universität Dortmund, der Hochschule für Musik Detmold und der Hochschule für Kirchenmusik Westfalen in Herford. 1994 erhielt er eine Berufung als Professor an die Hochschule für Musik Franz Liszt Weimar, wo er Cembalo / Historische Tasteninstrumente am Institut für Alte Musik sowie Orgel (Alte Musik) im Studiengang Kirchenmusik/Orgel lehrt.  Er unterrichtet Cembalo / Historische Tasteninstrumente ebenfalls am Institut für Alte Musik und Aufführungspraxis der Hochschule für Künste Bremen (1994 bis 2001 und seit 2025). Seine Lehrtätigkeit führte ihn außerdem zu Meisterkursen und Gastvorträgen in verschiedene Länder Europas und die USA.
Er konzertiert international als Cembalist, Clavichordist, Organist und Dirigent, zahlreiche CD- und Rundfunkeinspielungen liegen vor. Mehrere seiner CDs bei den Labels Aeolus und Dabringhaus & Grimm dokumentieren originale Tasteninstrumente, so das Clavicytherium im Germanischen Nationalmuseum Nürnberg (ca. 1620), die Orgel in Uttum (ca. 1660), die Johann Andreas Silbermann-Orgel in Arlesheim (1761), das Horn-Clavichord im Museum für Kunst und Gewerbe Hamburg (1788).
Seine Beschäftigung mit dem Clavichordspiel und intensive Quellenrecherche zu dieser Thematik führten zur Veröffentlichung einer umfangreichen Studie über den Einfluss des Clavichords auf die gesangliche Art im Spiel von Tasteninstrumenten im 18. Jahrhundert (Michaelsteiner Konferenzberichte Bd. 82).
Die Wiederentdeckung und Veröffentlichung unbekannter mitteldeutscher Barockmusik des 17. und 18. Jahrhunderts, insbesondere der Kirchenmusik, bildet einen weiteren Schwerpunkt seiner künstlerischen und musikwissenschaftlichen Arbeit. In diesem Zusammenhang initiierte er 2007 das Forschungs- und Editionsprojekt „Musikerbe Thüringen“ mit gleichnamiger CD-Reihe. 1999 gründete er gemeinsam mit Christoph Dittmar das Ensemble für Alte Musik Cantus Thuringia & Capella mit Sitz in Weimar, mit welchem er neben Rundfunk- und Fernsehproduktionen CD-Einspielungen beim Label cpo vorlegte, darunter eine Reihe von Ersteinspielungen von Kantaten, Oratorien, Passionen und Messen von Johann Christoph Rothe (Sondershausen), Gottfried Heinrich Stölzel (Gotha) Johann Peter Kellner (Gräfenroda), Georg Gebel d. J. (Rudolstadt), Friedrich Wilhelm Zachow, Georg Friedrich Händel,  Reinhard Keiser und Carl Philipp Emanuel Bach. Außerdem war er musikalischer Leiter mehrerer Produktionen von Bühnenwerken des 17. und 18. Jahrhunderts (u. a. von Purcell, Telemann, Anna Amalia), die in historischer Schauspielkunst aufgeführt wurden.
Bernhard Klapprott hat mehrere Werke komponiert, die zum Teil beim Bärenreiter-Verlag (Reihe zeitgenössischer Musik) erschienen sind.
Seit 2024 ist er Künstlerischer Leiter der internationalen Sommerkonzerte „Nachtorgel bei Kerzenschein“ an der bedeutenden Orgel von Gerhard von Holy (1710/1711) in der St. Bartholomäuskirche Dornum (Ostfriesland).
Klapprott wurde 1991 mit dem 1. Preis beim 10. Internationalen Orgelwettbewerb (Bach-Mozart-Salieri) des Festivals van Vlaanderen Brügge ausgezeichnet. Die erste Gesamtaufnahme der Werke für Tasteninstrumente von Thomas Tomkins (Cembalo, Virginal, Orgel, 4 CDs, MDG) wurde 1997 mit dem Preis der Deutschen Schallplattenkritik und 10 de Répertoire prämiert sowie für den Cannes Classical Award nominiert. Für die Gesamteinspielung der Orgelwerke von Johann Sebastian Bach an Orgeln Andreas und Johann Andreas Silbermanns (19 CDs, Aeolus) erhielt er gemeinsam mit Ewald Kooiman, Ute Gremmel-Geuchen und Gerhard Gnann 2013 den  ECHO KLASSIK für die beste Audiophile Mehrkanaleinspielung des Jahres sowie erneut den Preis der Deutschen Schallplattenkritik.

## Diskographie
- Gottfried Heinrich Stölzel: 5 Masses. Cantus Thuringia, Capella Thuringia, Bernhard Klapprott. cpo 555366-2. 2025 (Ersteinspielung).
- Vittoria Raffaella Aleotti: Girlanda de Madrigali. Cantus Thuringia, Christoph Dittmar, Cembalo: Bernhard Klapprott. Deutsche Harmonia Mundi / Sony Music 19802841712. 2024 (Ersteinspielung). (Cembalo nach Giovanni Battista Giusti von Cornelis A. Bom: Werke von Luzzasco Luzzaschi und Ercole Pasquini).
- All Lust und Freud - The Clavicytherium of the Germanisches Nationalmuseum Nuremberg. Bernhard Klapprott plays South German keyboard music from around 1600. Aeolus AE-10174. 2019 (Clavicytherium, anonym, Deutschland ca. 1620: Werke von J. Paix [d. Ä.], H.L. Haßler, J. Haßler, C. Erbach [d. Ä.], V. Dretzel, C. van der Hoeven, J. Staden [d. Ä.], H. Pfendner).

- Reinhard Keiser: Der blutige und sterbende Jesus. Oratorium Passionale (1705/1729). Monika Mauch, Anna Kellnhofer, Anne Bierwirth, Mirko Ludwig, Hans Jörg Mammel, Dominik Wörner, Matthias Lutze, Oliver Luhn, Cantus Thuringia, Capella Thuringia, Bernhard Klapprott. 2 CDs. cpo 555259-2. 2019 (Ersteinspielung).

- Johann Sebastian Bach: Die Kunst der Fuge. Bob van Asperen, Bernhard Klapprott (zweites Cembalo). Aeolus AE-10154. 2018.

- Johann Peter Kellner: Sacred Cantatas. Anna Kellnhofer, Christoph Dittmar, Mirko Ludwig, Ralf Grobe, Cantus Thuringia, Capella Thuringia, Bernhard Klapprott. cpo 7796837. 2017 (Ersteinspielung).

- Carl Philipp Emanuel Bach: Große Festkantaten (Einführungsmusiken 1771/1787). Monika Mauch, Margot Oitzinger, Mirko Ludwig, Guillaume Olry, Cantus Thuringia, Capella Thuringia, Bernhard Klapprott. cpo 7089704 (live recording des Konzerts zum 300. Geburtstag von Carl Philipp Emanuel Bach am 8.3.2014, Thomaskirche Leipzig - Wiedererstaufführung).

- Georg Anton Benda: Six Sonatas (1757). Aeolus AE-10104. 2012 (Clavichord von Joseph Gottfried Horn, Dresden 1788, Museum für Kunst und Gewerbe Hamburg, Sammlung Beurmann).

- Johann Sebastian Bach: Complete organ works played on Silbermann Organs, Vol.18. Aeolus (SACD) AE-10761. 2012 (Orgel von Johann Andreas Silbermann, 1761, Dom Arlesheim: BWV 530, 532, 536, 541, 592, 599 - 612).

- Johann Sebastian Bach: Complete organ works played on Silbermann Organs, Vol.19. Aeolus (SACD) AE-10761. 2012 (Orgel von Johann Andreas Silbermann, 1761, Dom Arlesheim: BWV 538, 540, 578, 564, 582, 635 - 644).

- Triumph, ihr Christen seid erfreut - Friedrich Wilhelm Zachow / Georg Friedrich Händel: Cantatas. Cantus Thuringia, Capella Thuringia, Bernhard Klapprott. cpo 777643-2. 2011 (Ersteinspielung).

- Johann Christoph Rothe: St. Matthew Passion (1697). Cantus Thuringia, Capella Thuringia, Bernhard Klapprott. 2 CDs. cpo 777554-2. 2010 (Ersteinspielung).

- Georg Gebel (d.J.): Christmas Oratorio / New Year´s Oratorio (1748). Monika Mauch, Kai Wessel, Nico van der Meel, Peter Kooj, Cantus Thuringia, Capella Thuringia, Bernhard Klapprott. cpo 999993-2. 2004 (Ersteinspielung).

- Johann Sebastian Bach: Concertos for 3 & 4 harpsichords. Bob van Asperen, Bernhard Klapprott, Carsten Lohff, Marcello Bussi, Melante Amsterdam. EMI / Virgin veritas B000002SQW. 2003.

- Orgelfestwoche Waltershausen – Meisterinterpreten spielen die restaurierte Trostorgel. Ton Koopman, Bernhard Klapprott, Ludger Lohmann. Artifex ARCD 9901 (Orgel von Heinrich Gottfried Trost, 1730, Stadtkirche Waltershausen - live recording der ersten Konzerte nach der Restaurierung, 21. – 31.5.1998).

- Thomas Tomkins: Complete Keyboard Music. Vol. 1. MDG 6070563-2. 1995 (Cembalo, Virginal - erste Gesamteinspielung).

- Thomas Tomkins: Complete Keyboard Music. Vol. 2. MDG 6070704-2. 1997 (Cembalo, Virginal - erste Gesamteinspielung).

- Thomas Tomkins: Complete Keyboard Music. Vol. 3. MDG 6070705-2. 1997 (Cembalo, Virginal - erste Gesamteinspielung).

- Thomas Tomkins: Complete Keyboard Music. Vol. 4. MDG 6070706-2. 1997 (Orgel, anonym, ca. 1660, Reformierte Kirche Uttum - erste Gesamteinspielung).

- Erhan Sanri: Ton-Eskapaden. Darin: Drei Stücke für Orgel (1994/95). Ambitus amb 97984. 1996 (Ersteinspielung).

- Johann Rosenmüller: Laudate Pueri, Missa Brevis, Sonaten. Maria Zedelius, Klaus Haffke, Friedemann Immer, Bernhard Ratajczak, Susanne Braumann, Bernhard Klapprott, Kammerchor der Universität Dortmund, Willi Gundlach. Thorofon CTH 2175. 1992 (Ersteinspielung).

## Publikationen
- Bernhard Klapprott: B-A-C-H, Perpetuum Mobile für zwei Cembali (2016). Bärenreiter-Verlag Kassel, 2025 (Reihe zeitgenössischer Musik), BA 11494, ISMN 9790006579303
- Diminuieren – italienisch beeinflusste Praxis in süddeutscher Claviermusik um 1600. In: Booklet zur CD-Einspielung: All Lust und Freud – The Clavicytherium of the Germanisches Nationalmuseum Nuremberg, Label Aeolus, 2019, S. 18–21.

- Biegsame Bebungen – Chorda mit Cor. In: Liszt-Magazin der Hochschule für Musik Franz Liszt Weimar Nr. 15, Juni 2019, S. 62–67.

- „sangbar und zusammenhängend spielen“ – Aspekte der Kantabilität im Spiel des Clavichords, dargestellt anhand von Quellen der Zeit Carl Philipp Emanuel Bachs. In: Die Entwicklung des Klavierspiels von Carl Philipp Emanuel Bach bis Clara Schumann. Michaelsteiner Konferenzberichte Bd. 82, S. 21–85. Wißner-Verlag Augsburg, 2017.

- Bedeutung und Verwendung des Clavichords in der Zeit Georg Anton Bendas. In: Booklet zur CD-Einspielung: Georg Anton Benda, Six Sonatas (1757), Label Aeolus, 2012, S. 22–24.

- Georg Gebel, (d. J.): Neujahrsoratorium / New Year´s Oratorio (1748), hrsg. von Bert Siegmund, Bernhard Klapprott. Ortus Musikverlag om 144, 2012.

- Georg Gebel (d. J.): Weihnachtsoratorium / Christmas Oratorio (1748), hrsg. von Bert Siegmund, Bernhard Klapprott. Ortus Musikverlag om 125, 2011.

- Beiträge zum Gesprächskonzert am 31. Mai 2003 im Rahmen der Internationalen Händel-Festspiele Göttingen, in: Hans Joachim Marx (Hrsg.): Bericht über das Gesprächskonzert: „Finderglück: Eine neue Kantate von J. S. Bach? von G. F. Händel? – Meine Seele soll Gott loben (BWV 223)“. In: Göttinger Händel-Beiträge X, Göttingen 2004, S. 179–204.